# Task force 88
La Fuerza de Tarea 88 es una unidad de operaciones especiales estadounidense creada después del ataque del 11 de septiembre. Es descrita como "equipo de caza-asesinato" con su principal fuerza conformada por la Delta Force, el 75.º Regimiento Ranger, operadores del 24th Special Tactics Squadron y del Grupo de Desarrollo de Guerra Naval Especial de los Estados Unidos. La unidad es responsable por la incursión a Siria desde Iraq en 2008 que resultó en ocho muertos incluyendo a Abu Ghadiya y múltiples operaciones estadounidenses en el cuerno de África contra Al Qaeda.

## Historia de la Fuerza de Tarea 145
Desde el inicio de la invasión de Iraq, la unidad ha sufrido numerosos cambios de designación. La Fuerza de Tarea 20 (FT20) fue unificada con la Fuerza de Tarea 5 (FT5) (anteriormente FT11/Fuerza de Tarea Espada) en Afganistán durante julio de 2003, formándose así la Fuerza de Tarea 21. Fue re-designada como Fuerza de Tarea 121 y posteriormente como Fuerza de Tarea 626: Fuerza de Tarea 145 y recientemente; Fuerza de Tarea 88. Asimismo se le conoce con la designación Other Coalition Forces-Iraq OCF-I (Otras Fuerzas de Coalición-Iraq), referencia a la unidad de la CIA conocida como OGA.